# Elatostema hookerianum
Elatostema hookerianum es una especie de planta del género Elatostema, perteneciente a la familia Urticaceae.

## Taxonomía
Elatostema hookerianum fue descrita por Hugh Algernon Weddell en 1856.

## Distribución
Se encuentra en el territorio este de Nepal hasta el sur de China y norte de Vietnam.